# Presidente de Kirguistán
El presidente de la República Kirguisa (en kirguís, Кыргыз Республикасынын Президенти) es el jefe de Estado y oficial de más alto rango de la República Kirguisa. El presidente es de acuerdo a la constitución "el símbolo de la unidad entre la gente y el poder estatal, y es el garante de la Constitución de la República. Ejerce también como Comandante en jefe de las Fuerzas Armadas del país.
El actual presidente Sadyr Zhaparov que fue elegido el 28 de enero de 2021.

## Historia de la presidencia
La última etapa de la Unión Soviética estaba caracterizada por la crisis económica y los problemas políticos internos. En un intento de reformar el país, el 15 de marzo de 1990 Gorbachov, presidente del Presidium del Sóviet Supremo de la Unión Soviética, fue elegido para el cargo recién creado de presidente de la Unión Soviética en el III Congreso de los Diputados del Pueblo de la Unión Soviética. Gorbachov propuso la firma de un Nuevo Tratado de la Unión para así salvar al país de la crisis.
Este nuevo tratado creaba un estado federal pero con autonomía de sus repúblicas federales, que adoptaron también el cargo de presidente de cada república. Estos cambios alentaron un movimiento dentro de las repúblicas socialistas que conformaban la Unión Soviética que buscaban una mayor autonomía, llamado Desfile de Soberanías, Kirguistán declaró su soberanía como una república dentro de la Unión de Repúblicas Socialistas Soviéticas en octubre de 1990.
La figura de presidente fue establecida en remplazando a la de presidente del Sóviet Supremo que se había creado unos meses antes en sustitución del cargo de presidente de Presidium del Sóviet Supremo cuando el país era la República Socialista Soviética de Kirguistán. 
El primer presidente elegido por voto popular en 1990 fue Askar Akayev, quien renunció el 24 de marzo de 2005 tras una serie de protestas contra su permanencia prolongada en el poder. Las elecciones llevadas a cabo en julio de ese año le dieron la presidencia al líder opositor Kurmanbek Bakíev dando paso así a la primera sucesión presidencial registrada en Asia Central. Tras las protestas desarrolladas en el país, Bakíev renunció, dejando a Rosa Otunbáeva como presidenta en funciones. Tras dos meses, Otunbáeva asumió como presidenta con funciones plenas. El primero de diciembre de 2011, el ganador de las elecciones presidenciales Almazbek Atambayev asumió la presidencia. Pese a las demandas de Rusia y Kazajistán, Atambayev decidió rechazar un segundo mandato presidencial y respetar la Constitución.
La presidencia fue asumida por Sooronbay Jeenbekov que tuvo que dimitir tras las protestas de 2020 contras las elecciones parlamentarias que fueron percibidas como no transparentes. Tras un periodo de interinidad con dos presidentes ocupando el cargo, las elecciones de 2021 dieron el poder a Sadyr Zhaparov.
Desde su independencia de la URSS, Kirguistán ha tenido nueve jefes de Estado (seis constitucionalmente), lo que lo convierte, de las ex-repúblicas soviéticas de Asia Central, en la que ha tenido mayor número de presidentes.

## Elección

### Requisitos
El cargo presidencial está abierto para cualquier ciudadano kirguís mayor de 35 años de edad y que no supere los 70 (artículo 62). Debe tener dominada la lengua kirguís, y tener una residencia en el país de más de quince años antes de su candidatura. El presidente no puede ser un adjunto del Jogorku Kenesh (Parlamento), ocupar otros cargos públicos, o llevar a cabo actividades empresariales, y debe suspender su actividad en su partido político y demás organizaciones durante su período en el cargo (artículo 63).

### Proceso electoral
El presidente es elegido por los ciudadanos de Kirguistán, por mayoría de votos emitidos. Estas elecciones se llevan a cabo sobre la base del sufragio universal, y por voto secreto. Para ser candidato a una persona debe obtener las firmas de treinta mil votantes registrados (artículo 62).
Para que una elección se considerará válida la participación no debe ser inferior al cincuenta por ciento. Del mismo modo, si un candidato obtiene el respaldo del cincuenta por ciento de los votantes que participaron son el ganador. En caso de que ningún candidato obtenga una mayoría absoluta en la primera ronda, los dos candidatos con el mayor número de votos se enfrentan entre sí en una segunda votación.

## Mandato
Según el artículo 61 de la Constitución, el presidente solo podrá ejercer su mandato durante seis años sin posibilidad de reelección. El mandato presidencial expirará en el momento que asuma el cargo el nuevo presidente (artículo 63), dimisión, incapacidad físico-mental, fallecimiento o destitución. En caso incapacidad física-mental el Consejo Supremo (Jogorku Kenesh) adoptará una decisión sobre la destitución anticipada del presidente de su cargo basándose en la conclusión de una comisión médica estatal, con el voto de no menos de dos tercios del número total de diputados del Jogorku Kenesh (artículo 66).
En el caso de destitución (artículo 67), el presidente de Kirguistán podrá ser destituido de su cargo únicamente sobre la base de una acusación presentada por el Jogorku Kenesh contra él por haber cometido un delito, previamente debe ser confirmado por la Fiscalía General de que las acciones del presidente presentaban características de un delito. La decisión del Jogorku Kenesh de presentar una acusación contra el presidente para su destitución deberá ser adoptada por la mayoría del número total de diputados del Jogorku Kenesh a iniciativa de no menos de un tercio del número total de diputados, y deberá estar respaldada por una conclusión de una comisión especial formada por el Jogorku Kenesh. Finalmente, la decisión del Consejo Supremo sobre la destitución del presidente se tomará por la mayoría de no menos de dos tercios de los votos del número total de los diputados del Consejo Supremo a más tardar dentro de los tres meses desde la presentación de la acusación contra el presidente. En caso de que el Consejo Supremo no tome una decisión dentro de este plazo, la acusación se considerará rechazada.
En caso de que el presidente cese anticipadamente sus poderes serán ejercidos por el presidente del Consejo Supremo. En caso de que el presidente de la cámara legislativa no pueda ejercer los poderes del presidente, dichos poderes serán ejercidos por el primer ministro (artículo 68). Las elecciones presidenciales anticipadas se celebrarán dentro de un período de tres meses desde la expiración de los poderes del presidente. Al ejercer como presidente interino este no podrá convocar elecciones anticipadas, destituir al gobierno ni ser candidato a las elecciones.
Tras su mandato los expresidentes tendrán un estatus determinado por la ley. Esta disposición no se aplica a los expresidentes destituidos por el artículo 67.  El presidente podrá ser considerado penalmente responsable tras su destitución.

## Facultades constitucionales
A pesar de que el poder del presidente se vio reducido, tras la revolución kirguisa de 2010, con la reforma constitucional de 2016, el jefe de Estado continúa teniendo un poder considerable para tratarse de una república parlamentaria. Tiene autoridad, según el artículo 64, para:
a) En relación con el poder legislativo, representado por el Consejo Supremo de Kirguistán:
- Convocar las elecciones al Consejo Supremo, así como la convocatoria de elecciones anticipiadas para esta cámara.
- Tiene derecho a convocar una sesión extraordinaria del Consejo Supremo.
- Tiene derecho a dirigirse a la cámara legislativa durante sus sesiones.
- Firma y promulga las leyes enamanadas del Consejo Supremo, así como devolverlas con objeciones (derecho de veto).
- Convocará elecciones en los parlamentos locales, así como su disolución.

b) En relación con el poder judicial:
- Presentará, a propuesta del Consejo de selección de jueces, a los candidatos a jueces del Tribunal Supremo para su votación en el Consejo Supremo.
- Presentará al Consejo Supremo los jueces previsto para su destitución.
- Nombrará y destituirá los jueces de los tribunales locales a propuesta del Consejo de selección de jueces.
- Nombrará y destituirá al Fiscal General.

c) En relación con el Gobierno:
- Nombrará y destituirá al presidente del Gabinete de Ministros a propuesta del Consejo Supremo, o por iniciativa propia según los casos previstos en la Constitución.
- Nombrará y destituirá a los miembros del Gobierno.

Entre otras funciones estarían el de nombrar al presidente del Banco Central, al presidente del Tribunal de Cuentas y al presidente de la Comisión Electoral a propuesta del Consejo Supremo. 
En las relaciones internacionales, el presidente representa a la República Kirguisa dentro y fuera del país; lleva a cabo las negociaciones y firma, con el consentimiento del presidente del Gabinete, los tratados internacionales; tiene derecho a otorgar estos poderes al primer ministro, a los miembros del Gobierno y a otros funcionarios; firma los instrumentos de ratificación y de adhesión; . nombra, con el consentimiento del primer ministro, a los representantes diplomáticos de la República Kirguisa en los Estados extranjeros y a los representantes permanentes en las organizaciones internacionales y los revoca; acepta las credenciales y las cartas de revocación de los jefes de las misiones diplomáticas de los Estados extranjeros.
En materia de seguridad, el presidente es el Comandante en Jefe de las Fuerzas Armadas de la República Kirguisa, define, nombra y destituye a los comandantes más altos de las Fuerzas Armadas, presidirá el Consejo de Seguridad  y podrá decretar el estado de emergencia, la ley marcial y el estado de guerra siendo sometido a votación en el Consejo Supremo.

## Vicepresidente de la República
El vicepresidente de Kirguistán era un cargo político en el gobierno de Kirguistán creado en diciembre de 1990.El cargo fue abolido en 1993. El vicepresidente tenía la misión de asumir las funciones del presidente en caso de que este no pudiera desempeñarlas. Según el artículo 50 de la Constitución de 2007, ahora el primer ministro tiene esa responsabilidad.
| #   | Vicepresidente de la República | Inicio                | Fin                     | Partido  | Elecciones            | Presidente   |
| --- | ------------------------------ | --------------------- | ----------------------- | -------- | --------------------- | ------------ |
| 1.º | Nasirdin Isanov (1943-1991)    | diciembre de 1990     | noviembre de 1991       | КП КиССР | Elección presidencial | Askar Akáyev |
| 2.º | German Kuznetsov (n. 1948)     | noviembre de 1991     | 27 de febrero de 1992   | Indep.   | Elección presidencial | Askar Akáyev |
| 3.º | Felix Kulov (n. 1948)          | 27 de febrero de 1992 | 10 de diciembre de 1993 | Indep.   | Elección presidencial | Askar Akáyev |

## Lista de presidentes (desde 1990)
| RSS de Kirguistán-República Kirguisa (1990-1991) |                      |                        |                                                                                             |                         |                         |          |                |
| 1.º                                              |                      |                        | Askar Akáyev Аскар Акаевич (n. 1944) Presidente de la República                             | 27 de octubre de 1990   | 31 de agosto de 1991    | Indep.   | -              |
| República Kirguisa (desde 1991)                  |                      |                        |                                                                                             |                         |                         |          |                |
| 1.º                                              |                      |                        | Askar Akáyev Аскар Акаевич (n. 1944) Presidente de la República                             | 31 de agosto de 1991    | 23 de marzo de 2005     | Indep.   | 1991 1995 2000 |
| -                                                |                      |                        | Ishenbai Kadyrbeko Ишенбай Дүйшөнбиевич (n. 1949)                                           | Jefe de Estado interino | Jefe de Estado interino | Indep.   | -              |
| -                                                | 23 de marzo de 2005  | 25 de marzo de 2005    | Ishenbai Kadyrbeko Ишенбай Дүйшөнбиевич (n. 1949)                                           |                         |                         | Indep.   | -              |
| -                                                |                      |                        | Kurmanbek Bakíev Курманбек Салиевич Бакиев (n. 1949) Presidente de la República             | 25 de marzo de 2005     | 14 de agosto de 2005    | Ak Jol   | -              |
| 2.º                                              | 14 de agosto de 2005 | 15 de abril de 2010    | Kurmanbek Bakíev Курманбек Салиевич Бакиев (n. 1949) Presidente de la República             | 2005 2009               |                         | Ak Jol   |                |
| -                                                |                      |                        | Roza Otunbáyeva Ро́за Иса́ковна Отунба́ева (n. 1950) Presidenta de la República                | 15 de abril de 2010     | 3 de julio de 2010      | SDPK     | -              |
| 3.º                                              | 3 de julio de 2010   | 1 de diciembre de 2011 | Roza Otunbáyeva Ро́за Иса́ковна Отунба́ева (n. 1950) Presidenta de la República                | -                       |                         | SDPK     |                |
| 4.º                                              |                      |                        | Almazbek Atambáyev Алмазбек Шаршенович Атамбаев (n. 1956) Presidente de la República        | 1 de diciembre de 2011  | 24 de noviembre de 2017 | SDPK     | 2011           |
| 5.º                                              |                      |                        | Sooronbay Jeenbekov Сооронбай Шарипович Жээнбеков (n. 1958) Presidente de la República      | 24 de noviembre de 2017 | 15 de octubre de 2020   | SDPK     | 2017           |
| -                                                |                      |                        | Sadyr Zhaparov Сады́р Нургожо́евич Жапа́ров (n. 1968) Presidente interino de la República      | 15 de octubre de 2020   | 14 de noviembre de 2020 | Mekençil | -              |
| -                                                |                      |                        | Talant Mamytov Талант Турдумамат уулу Мамытов (n. 1976) Presidente interino de la República | 14 de noviembre de 2020 | 28 de enero de 2021     | RAZ      | -              |
| 6.º                                              |                      |                        | Sadyr Zhaparov Сады́р Нургожо́евич Жапа́ров (n. 1968) Presidente de la República               | 28 de enero de 2021     | en el cargo             | Mekençil | 2021           |